# Дикили (бухта)
Дикили (тур. Dikili Körfezi) — бухта пролива Митилини Эгейского моря, на западном побережье Малой Азии, в Турции, на территории ила Измир, напротив острова Лесбос, к востоку от города Митилини, к югу от залива Эдремит и к северу от залива Чандарлы. В залив с северо-востока впадает река Мадра. На побережье бухты расположен город Дикили.